# Distretto di Colón
Il distretto di Colón è un distretto di Panama nella provincia di Colón con 241.928 abitanti al censimento 2010

## Geografia antropica

### Suddivisioni amministrative
Il distretto è suddiviso in 14 comuni (corregimientos):
- Colón, comprendente i comuni di Barrio Norte e Barrio Sur
- Buena Vista
- Cativá
- Ciricito
- Sabanitas
- Salamanca
- Limón
- Nueva Providencia
- Puerto Pilón
- Cristóbal
- Escobal
- San Juan
- Santa Rosa